# Фонтен л'Евек
Фонтен л'Евек (на френски: Fontaine-l'Évêque) е град в Югозападна Белгия, окръг Шарлероа на провинция Ено. Населението му е около 16 700 души (2006).
Във Фонтен л'Евек е роден предприемачът Албер Фрер (р. 1926).